# Adeonellopsis antilleana
Adeonellopsis antilleana is een mosdiertjessoort uit de familie van de Adeonidae. De wetenschappelijke naam van de soort is voor het eerst geldig gepubliceerd in 2007 door Cheetham, Sanner & Jackson.